# Mjölby
Mjölby ( ouça a pronúncia) é uma cidade sueca situada na província histórica da Östergötland, no sul da Suécia.

É a sede do município de Mjölby, pertencente ao condado de Östergötland.

Tem cerca de 12.000 habitantes e é sede do município de Mjölby.
Está situada junto ao rio Negro (Svartån), a 30 km a oeste da cidade de Linköping.

## Etimologia
O nome geográfico Mjölby deriva das palavras mylna (moinho) e by (propriedade rural).
A cidade está mencionada como Mylloby, em 1225.

## Comunicações
A cidade de Mjölby é atravessada pela estrada europeia E4 (Haparanda-Estocolmo-Helsingborg) e pela estrada nacional 32 (Mjölby–Vetlanda).
É um  nó ferroviário, servido pela linha do Sul (Malmö – Katrineholm).

## Economia
A economia tradicional de Mjölby está dominada pela indústria metalo-mecânica e pela indústria da madeira.

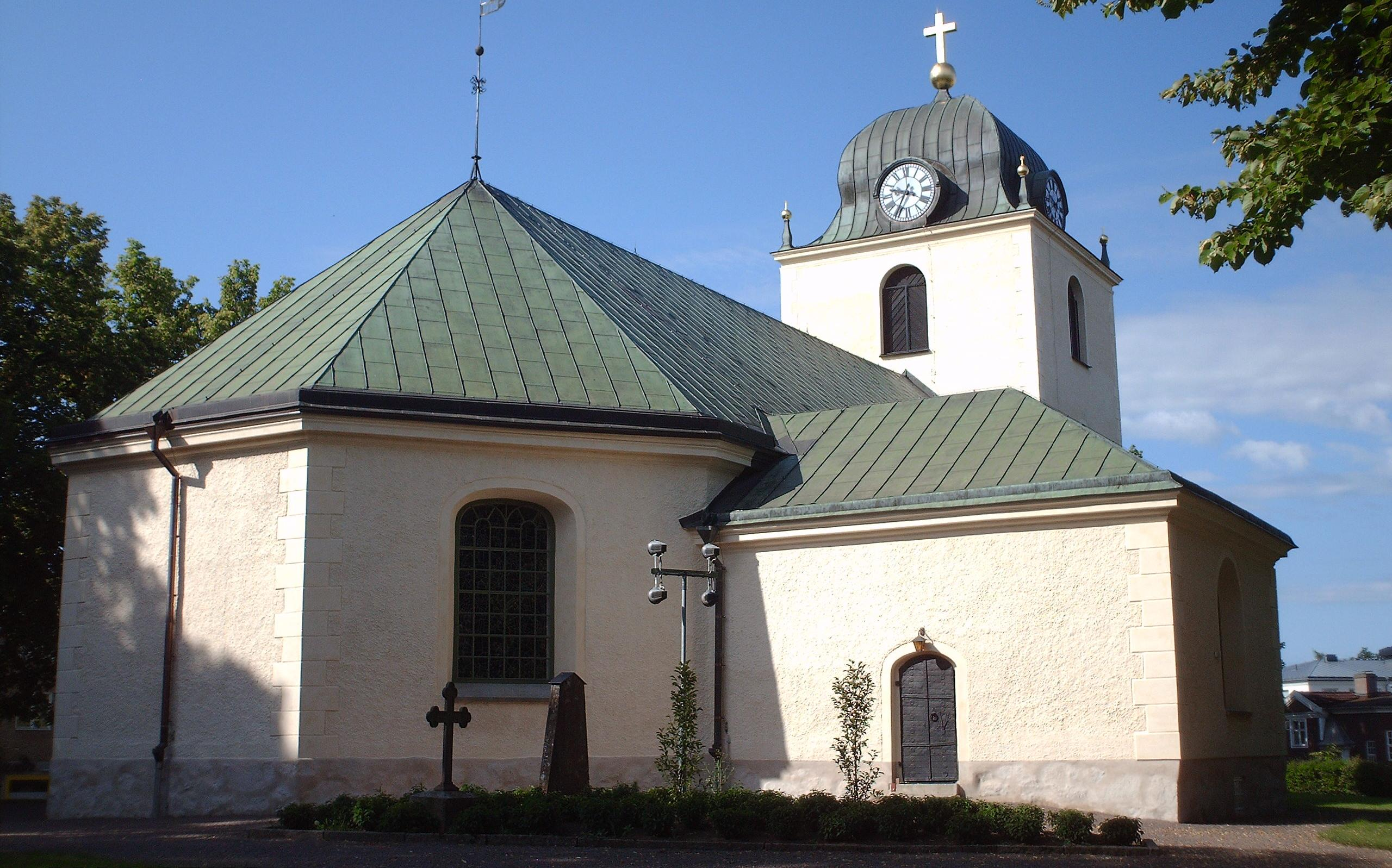
Igreja de Mjölby
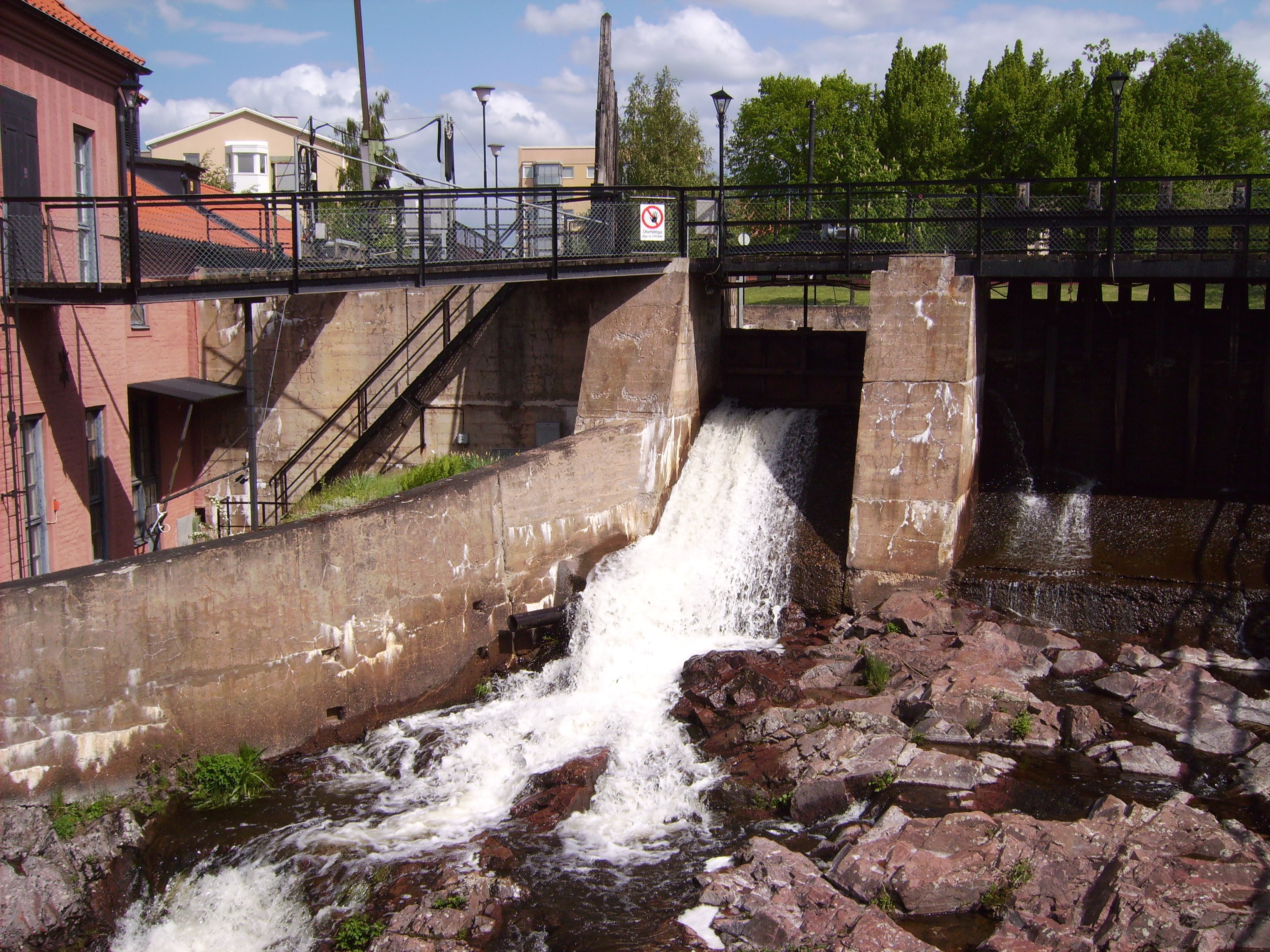
Central hidroelétrica
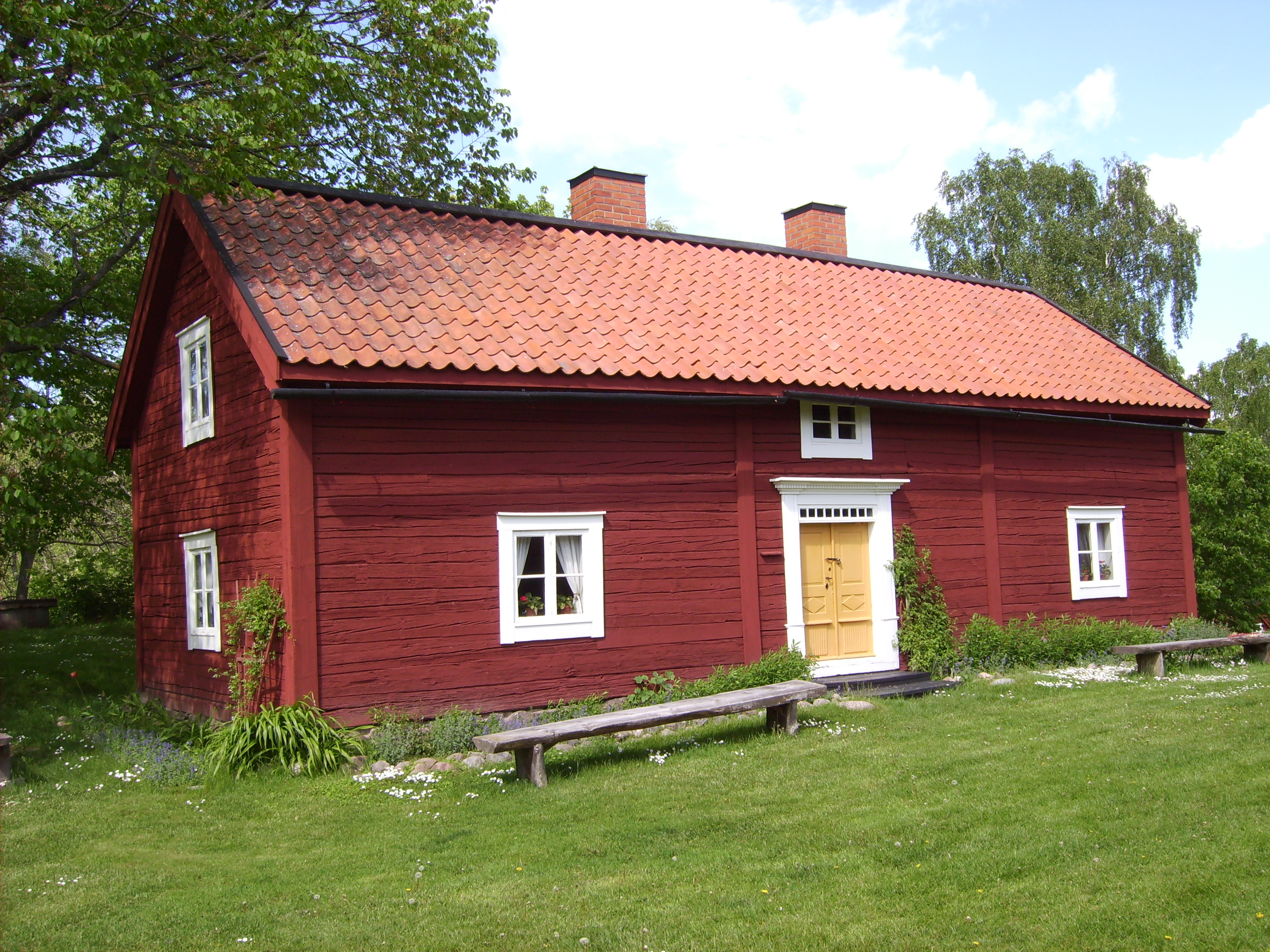
Casa tradicional
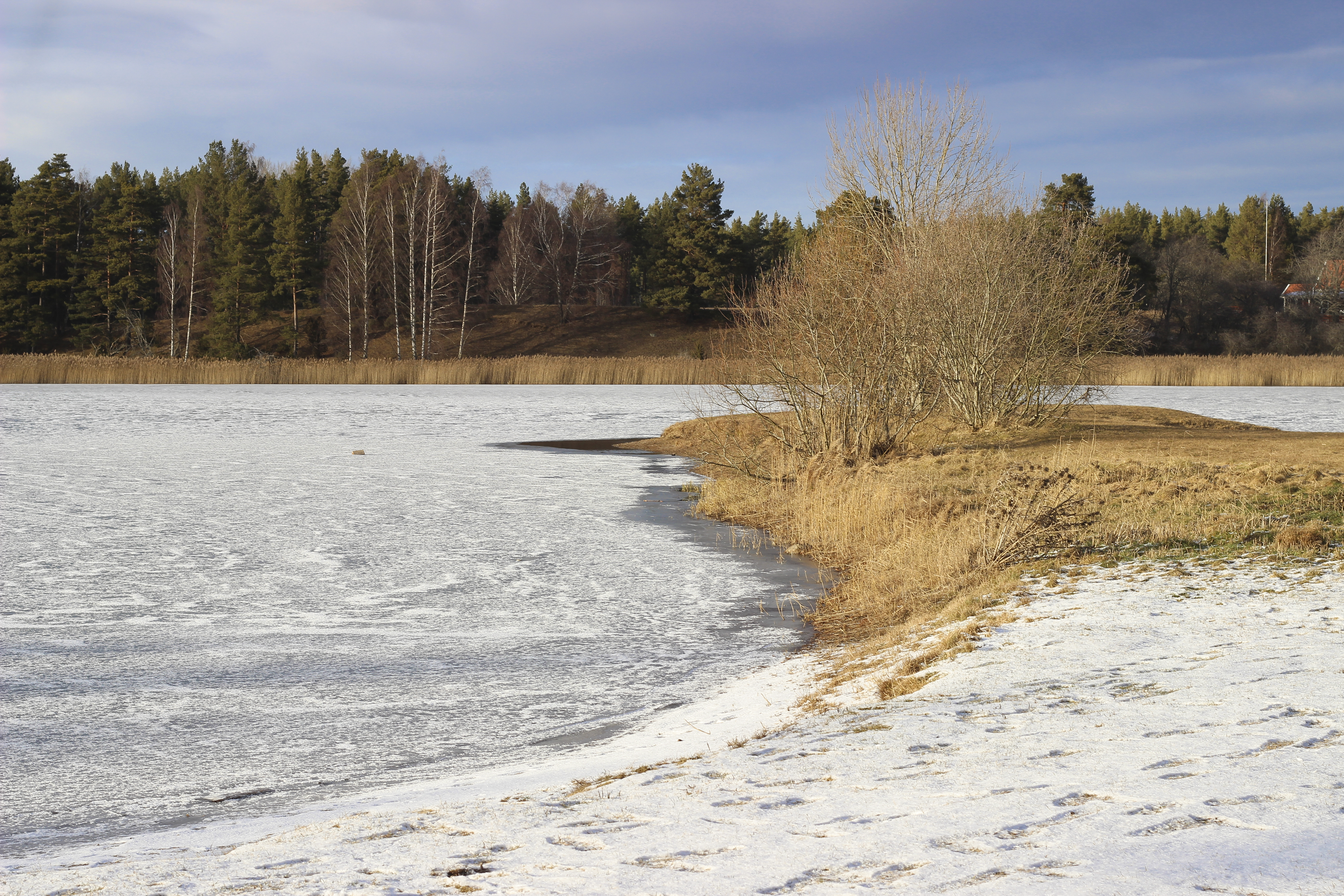
Paisagem de inverno fora da cidade